# Dictionnaire Étymologique Roman
Der Dictionnaire Étymologique Roman (Kurzform: DÉRom) ist ein Wörterbuchprojekt, das die etymologische Neubearbeitung des protoromanischen Kernwortschatzes mit gemeinromanischer Fortsetzung zum Ziel hat. Die protoromanischen Lexeme werden methodisch auf der Grundlage der historisch-vergleichenden Grammatik rekonstruiert, deren Prinzipien wegen der Dominanz der schriftlateinischen Zeugnisse bislang kaum nutzbar gemacht wurden. Es erfolgt eine phonologische, semantische, variationslinguistische und historische Analyse mit Hilfe der computergestützten Lexikographie.
Das Projekt wurde im Jahr 2007 initiiert. Projektleiter sind Éva Buchi und Wolfgang Schweickard.

## Veröffentlichungen
- Éva Buchi, Wolfgang Schweickard: Le «Dictionnaire Étymologique Roman» (DÉRom): en guise de faire-part de naissance, Lexicographica 24, 2008. S. 351–357.
- Éva Buchi, Wolfgang Schweickard: Romanistique et étymologie du fonds lexical héréditaire: du REW au DÉRom (Dictionnaire Étymologique Roman). In: Alén Garabato, Carmen et al. (edd.): La Romanistique dans tous ses états, Paris 2009, L’Harmattan, S. 97–110.
- Éva Buchi, Wolfgang Schweickard: À la recherche du protoroman: objectifs et méthodes du futur Dictionnaire Étymologique Roman (DÉRom). In: Iliescu, Maria, Siller-Runggaldier, Heidi & Danler, Paul (edd.): Actes du XXVe Congrès International de Linguistique et de Philologie Romanes (Innsbruck 2007), Berlin/New York, De Gruyter, vol. 6, S. 61–68.
- Éva Buchi, Wolfgang Schweickard: Sept malentendus dans la perception du DÉRom par Alberto Vàrvaro. Revue de linguistique romane 75, 2011, S. 305–312.
- Éva Buchi, Wolfgang Schweickard: Ce qui oppose vraiment deux conceptions de l’étymologie romane. Réponse à Alberto Vàrvaro et contribution à un débat méthodologique en cours. Revue de linguistique romane 75, 2011, S. 628–635 (auch Online-Download).
- Éva Buchi, Wolfgang Schweickard: Dictionnaire Étymologique Roman (DÉRom): Internationale Sommerschule in Nancy. Lexicographica. International Annual for lexicography 27, 2011, 329 (auch Online-Download).
- Éva Buchi, Wolfgang Schweickard: Per un’etimologia romanza saldamente ancorata alla linguistica variazionale: riflessioni fondate sull’esperienza del DÉRom (Dictionnaire Étymologique Roman). In: Boutier, Marie-Guy, Hadermann, Pascale & Van Acker, Marieke (edd.), La variation et le changement en langue (langues romanes), Helsinki, Société Néophilologique 2013, S. 47–60 (auch Online-Download).
- Wolfgang Schweickard: Die Arbeitsgrundlagen der romanischen etymologischen Forschung: vom REW zum DÉRom. Romanistik in Geschichte und Gegenwart 16, 2010, S. 3–13.
- Wolfgang Schweickard: Le Dictionnaire Étymologique Roman (DÉRom) entre tradition et innovation. In: Trotter, David (ed.): Present and future research in Anglo-Norman: Proceedings of the Aberystwyth Colloquium, 21–22 Juli 2011, Aberystwyth, The Anglo-Norman Online Hub 2012, S. 173–178.
- Alberto Varvaro: Il DÉRom: un nuovo REW?, Revue de linguistique romane 75, 2011. S. 305–312.
- Alberto Varvaro: La „rupture épistémologique“ del DÉRom. Ancora sul metodo dell’etimologia romanza, Revue de linguistique romane 75, 2011. S. 623–627.